# 迈尔多夫
迈尔多夫是奥地利施蒂利亚州费尔德巴赫县的一个市镇。总面积9.3平方公里，总人口579人，人口密度62.3人/平方公里（2001年）。